# Allégorie et effets du Bon et du Mauvais Gouvernement
Allégorie et effets du Bon et du Mauvais Gouvernement (en italien Allegoria ed Effetti del Buono e Cattivo Governo) est un ensemble de fresques d'Ambrogio Lorenzetti placées sur les murs de la Sala dei Nove (la salle des Neuf) ou Sala della Pace (salle de la Paix) du Palazzo Pubblico de Sienne.
Avec ces fresques, la peinture siennoise renouvelle profondément le thème du cycle politique. L'allégorie se met directement au service du contenu non plus religieux, mais politique et philosophique.

## Histoire
Les fresques ont été commandées par le gouvernement de la ville de Sienne, qui entre 1287 et 1355, était gouvernée par neuf citoyens renouvelés en un conseil de « gouverneurs et défenseurs de la commune et du peuple ». Ils faisaient le serment d'utiliser « tous les moyens possibles » pour « la conservation, l'augmentation et la magnificence du régime en place ».
Les documents montrent qu'Ambrogio Lorenzetti a travaillé sur les fresques entre février 1338 et mai 1339, laissant sa signature dans la peinture sur le mur de l'Allégorie du Bon Gouvernement, Ambrosius de Laurentii Senis pinxit utrinque hic…, qui signifie littéralement « Ambrogio di Lorenzo de Sienne, j'ai peint des deux côtés… ». Les modifications de la salle du Conseil des Neuf (modification de l'accès à la salle, remplacement des meubles originaux) imposèrent des ajouts qui, ici et là, montrent des lacunes. La restauration des années 1980 rend hommage malgré tout au travail de l'artiste, largement préservé.

## Descriptions
Exécutées entre 1337 et 1340, ces fresques comportent plusieurs tableaux :
- Allegoria del Buon Governo, 770 cm, est l'« Allégorie du Bon Gouvernement » complétée par ses Effets :
  - Effetti del Buon Governo in città 140 cm est celle des « Effets du Bon Gouvernement sur la ville » ;
  - Effetti del Buon Governo in campagna 140 cm, celles  des « Effets du Bon Gouvernement à la campagne » ;
- Effetti del Cattivo Governo est celle des « Effets du Mauvais Gouvernement » détaillées comme suit :
  - Effetti del Cattivo Governo in città est celle des « Effets du Mauvais Gouvernement dans la ville » ;
  - Effetti del Cattivo Governo in campagna est celle des « Effets du Mauvais Gouvernement dans la campagne ».

### Allégorie du bon gouvernement

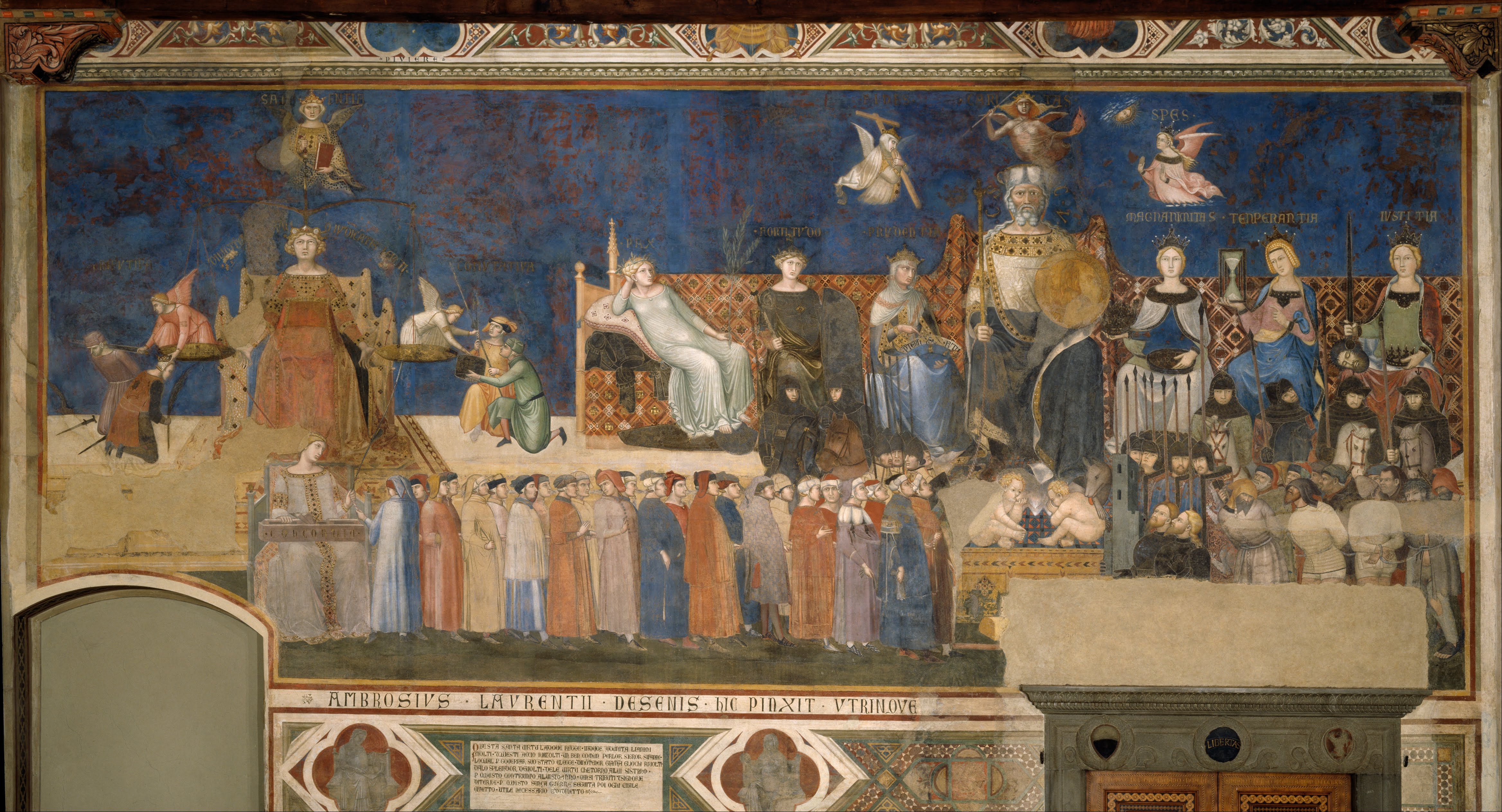
Allégorie du Bon Gouvernement (mur nord).

#### Description
Au sommet d'un arbre, la Sagesse tient ouvert le livre biblique ; l'arbre supporte, soutenu par deux de ses branches, les plateaux de la Justice, l'un couronne le juste, l'autre décapite le réprouvé. Une corde passant par le plateau du juste, passe ensuite entre les mains de la Concorde, équipée d'un rabot pour aplanir les disputes, passe ensuite entre les mains des membres du gouvernement des Vingt-Quatre, pour finir entre les mains d'un grand vieillard barbu vêtu des couleurs de la ville (noir et blanc), le Bien commun. Situées de part et d'autre de celui-ci pour le guider, ses conseillères et les Vertus théologales (Foi, Charité et Espérance) qui planent au-dessus de lui, et des quatre Vertus cardinales (Courage, Prudence, Tempérance et Justice) ainsi qu'une 5e vertu, la Magnanimité, assises à côté de lui avec la Paix, vêtue de blanc, allongée sur un lit posé sur un amoncellement d'armes, le front ceint d'une couronne d'olivier et avec un rameau d'olivier dans la main, ses symboles. À son côté est assise la Force d'âme, armée d'une massue et d'un bouclier, pour la fermeté des soldats et fantassins que l'on trouve à ses pieds. Des hommes en armes protègent les citoyens et un groupe de prisonniers ligotés montre l'action des lois et de la justice. Deux nobles à genoux offrent leurs châteaux à la Commune, en faveur de l’État siennois.

#### Analyse
Autour du Bon Gouvernement, principe de l'autorité bonne, et à ses pieds, d'un côté l'ensemble des citoyens rassemblés par la Concorde, fille de la Justice ; de l'autre, les soldats amenant des prisonniers dans une cité dont la mission civilisatrice est rappelée par les deux jumeaux tétant la louve. Le plus important ici tient peut-être en la manière dont le peintre utilise la tradition des images mnémoniques et de ses séries allégoriques pour figurer un principe politique : la transposition idéologique brise l'isolement des figures pour lui substituer une spatialité collective et englobante. L'« histoire » n'est pas encore présente : il s'agit de la représentation frappante et animée d'un principe immuable, justifiant l'action historique des gouvernants.

### Effets du bon gouvernement dans la ville et à la campagne

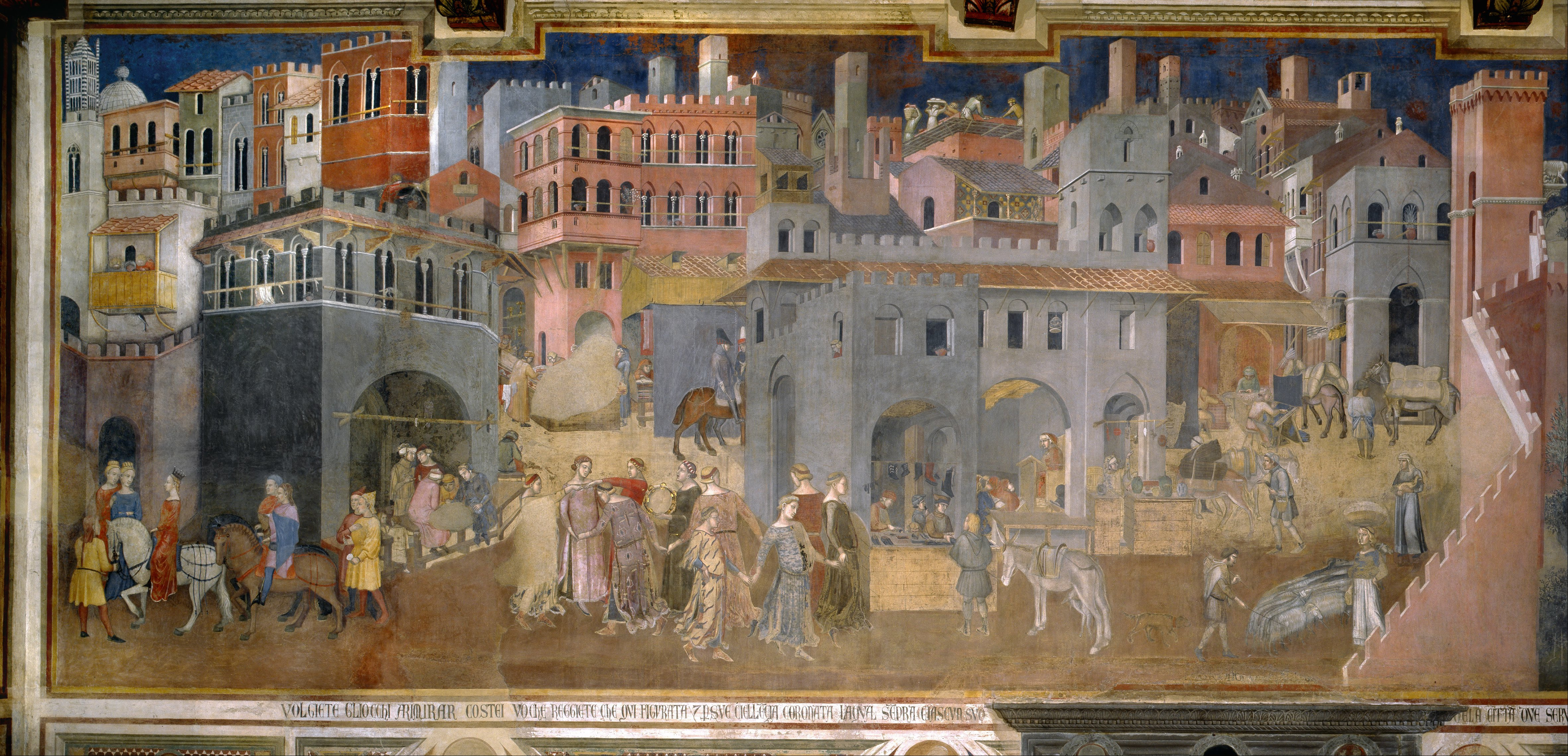
Effets du Bon Gouvernement sur la ville (mur est).

#### Description
Une ville magnifique en maçonnerie de pierres et de briques, remplie de tours, de palais, d’habitations, d’églises et de magasins de style typiquement siennois. Une chronique du XIVe siècle de la vie quotidienne qui s'expose en toute harmonie : sur les toits les maçons œuvrant, un tailleur vu de dos cousant, l'atelier d'un orfèvre, un marchand consultant son livre de comptes, des gentilshommes à cheval, les activités de production et de commerce avec le teinturier, l’orfèvre, les ouvriers sur les échafaudages, la leçon universitaire, la halte dans la taverne, des éleveurs avec leurs bêtes. Un groupe de danseurs professionnels (figures masculines efféminées selon Patrick Boucheron à la suite de Jane Bridgeman) exécutent une danse rituelle pour revivifier l'énergie d'une population en proie au découragement. Leurs vêtements sont mités par des vers, des libellules (insectes qui dans le bestiaire médiéval symbolisent le désespoir. La cité à cette époque est en crise).

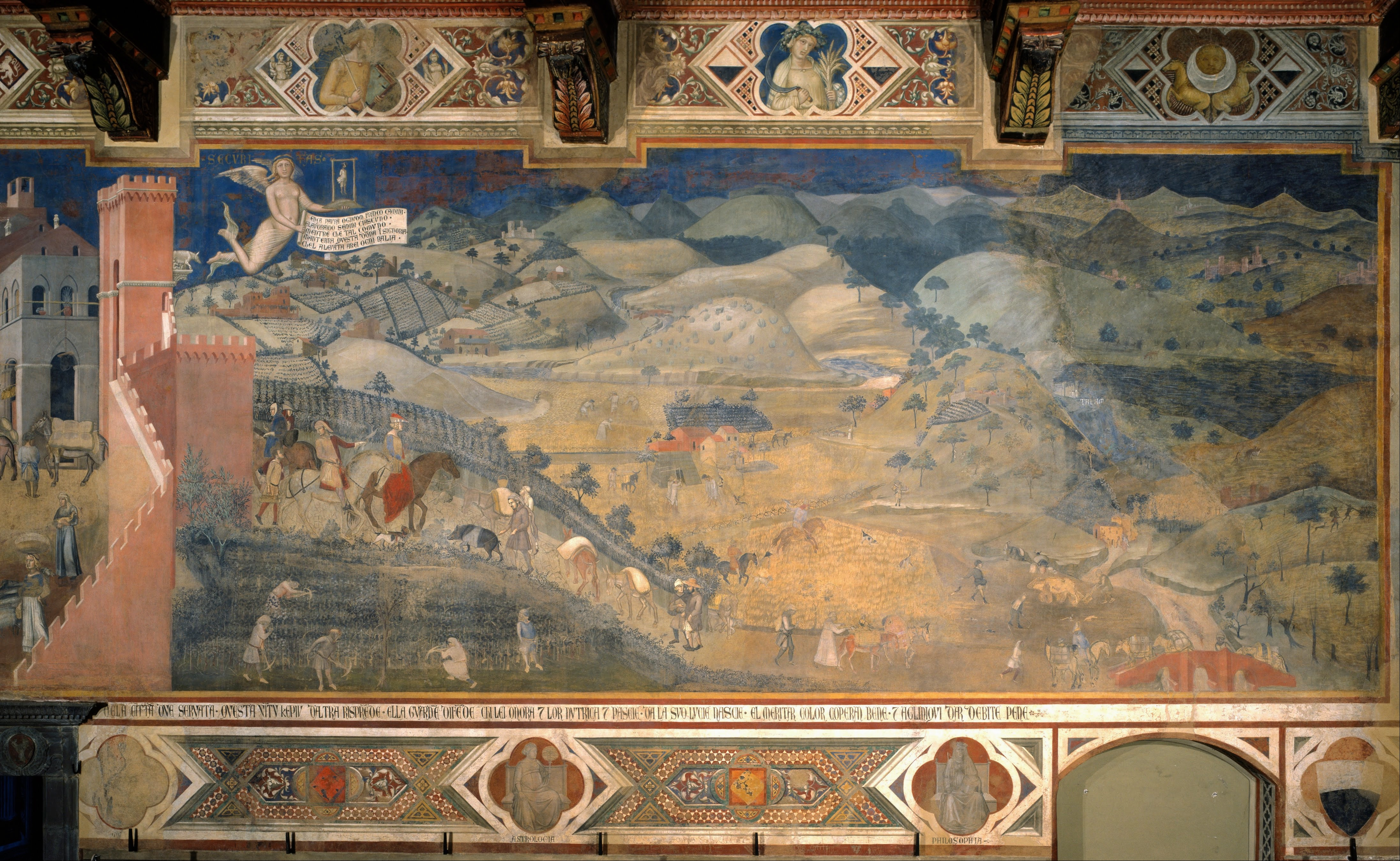
Effets du Bon Gouvernement à la campagne (mur est).

Des champs bien cultivés, le transport des marchandises, le fauconnier qui part pour la chasse, des routes qui sillonnent les champs et collines, le va-et-vient incessant des hommes et des animaux. Une  compagnie à cheval part en route pour la chasse, qui s'arrête auprès d'un aveugle qui demande la charité.

#### Analyse
L'« histoire » n'est toujours pas présente : aucun évènement extraordinaire, mais une « chronique », c'est-à-dire la représentation du quotidien dans son ordinaire répétition. La « scène » devient essentielle ; elle est constante : c'est la cité et ses bâtiments clefs, la campagne et son paysage déterminé. Le quotidien est transposé dans une synthèse « civique » : éloge de la vie civile et civilisatrice sous son double aspect, urbain et rural ; l'image transmet une certaine idée de la civilisation, dont la ville est le lieu de condensation, d'aboutissement et de transmission. La force de la fresque tient à l'importance de son contenu « social », mais aussi à l'aisance de son traitement et à l'amplitude de l'espace suggéré. Si chez Giotto, l'attention et la spatialité se condensent dans les figures et leur action, ici, au contraire, l'espace civique lui-même, naturel et socialisé, est le protagoniste de l'image. Par son sens plastique et politique, cette fresque est le « parcours sûr d'un espace productif et habité ».

### Effets du mauvais gouvernement dans la ville et à la campagne

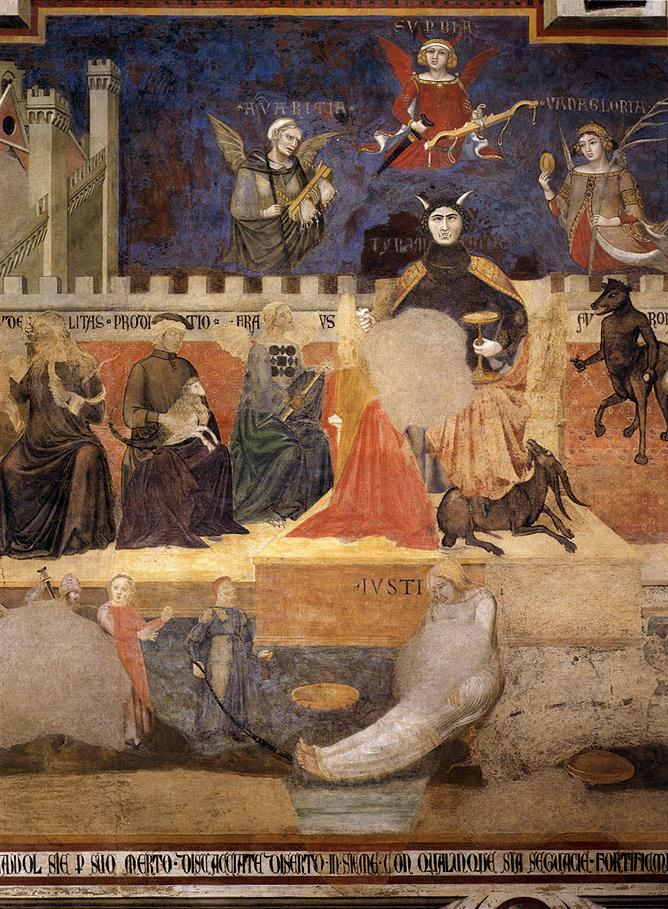
Effets du Mauvais Gouvernement dans la ville - détail
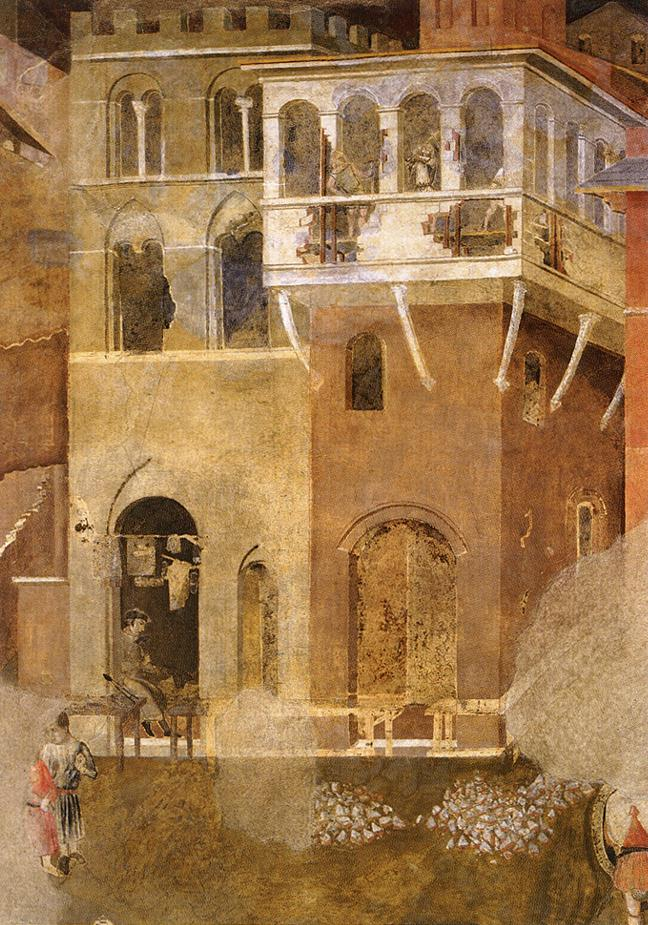
Effets du Mauvais Gouvernement dans la ville - détail

Au centre d'une longue tribune figure Tyrannia, sous un aspect démoniaque, qui tient prisonnière la Justice à ses pieds, et au-dessus de laquelle planent trois femmes maléfiques: Avaritia, l'Avarice, une vieille femme avec des ailes de chauve-souris; Superbia, l'Orgueil, l'épée dégainée et le joug de travers, et Vanagloria, la Vaine gloire, qui se complaît dans un miroir. Cette dernière remplace la Luxure traditionnellement représentée. En dérivent la Misère, les abus, la Destruction et la Famine. Le seul artisan est le forgeron qui fabrique les armes. À l'époque où cette fresque fut commandée, Sienne était en proie à la famine, à la mort et aux insurrections.

« Le fort Lorenzetti a inscrit lui-même les sages devises de sa loi sous les fresques du Mal Governe.

I. Pour faire son bien sur la terre, la Tyrannie a soumis la justice : nul ne passe par là sans risque de la mort.

II. Où est Tyrannie, Guerre, Vol et Dol prennent force près d’elle.

III. La Tyrannie s’accorde avec tous les vices liés à la nature. »

— André Suarès, Le Voyage du condottière.

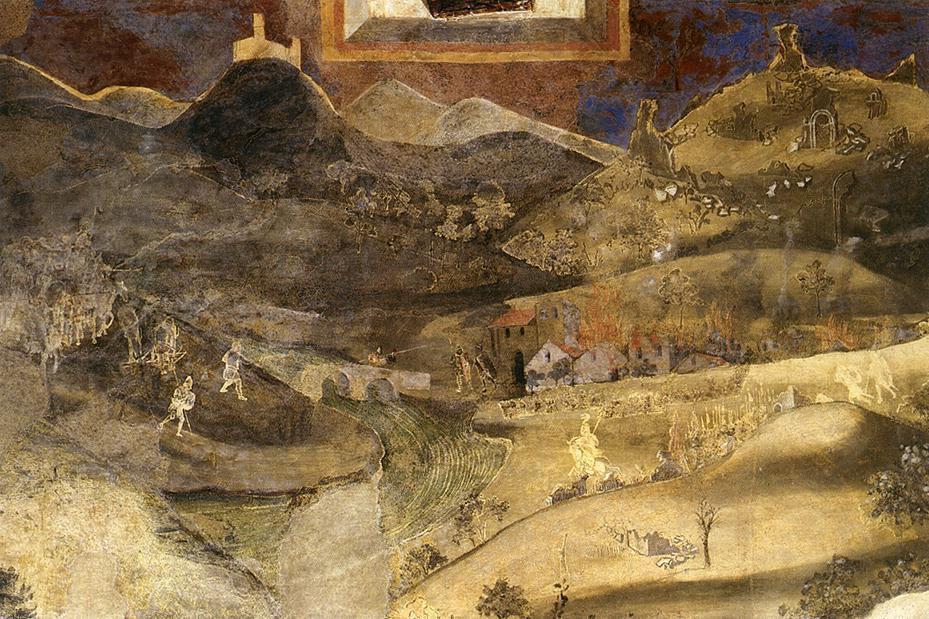
Effets du Mauvais Gouvernement à la campagne, détail.

Des soldats en armes qui battent la campagne, qui pillent les habitations, les champs ravagés, les ruines des habitations autant civiles que religieuses, un château domine une colline.

## Analyse générale
Ambrogio Lorenzetti réalise le plus vaste cycle profane du Moyen Âge, mais c'est aussi la première grande peinture politique de la Renaissance. Il donne une conclusion synthétique et provisoire au grand programme officiel du Palais public : la Maestà de Simone Martini évoque la protection particulière que la Vierge accorde à la cité et à son territoire ; Guidoriccio da Fogliano glorifie le chef victorieux choisi  par les dirigeants de la cité ; avec le Bon Gouvernement, l'image n'est pas tant l'illustration anecdotique d'une réalité que le rappel des principes inspirant la (bonne) action des dirigeants de la cité.
La peinture de Lorenzetti constitue une véritable « information des esprits » : elle rappelle ou évoque des faits réels tout en proposant des modèles imaginaires destinés à justifier les pratiques passées et les comportements futurs. Cet approfondissement et cette transformation de la peinture politique sont autorisés par le développement de sa dimension théorique (allégories et personnifications) : le fait concret est transposé dans le domaine des concepts, des idéaux, de la « culture ». Ce cycle donne ainsi une conclusion moderne au programme politique du Palais public de Sienne : la peinture cultivée acquiert une fonction irremplaçable, elle a pour charge de formuler la culture de la cité et son idéologie, en images efficaces.

## Postérité
L'Allégorie du bon gouvernement fait partie du musée imaginaire de l'historien français Paul Veyne, qui le décrit dans son ouvrage justement intitulé Mon musée imaginaire.